# 北郷・西郷ふくしコミュニティバス
北郷・西郷ふくしコミュニティバス（きたごう・さいごうふくしコミュニティバス）は、宮崎県東臼杵郡美郷町にて運行しているコミュニティバスである。

## 概要

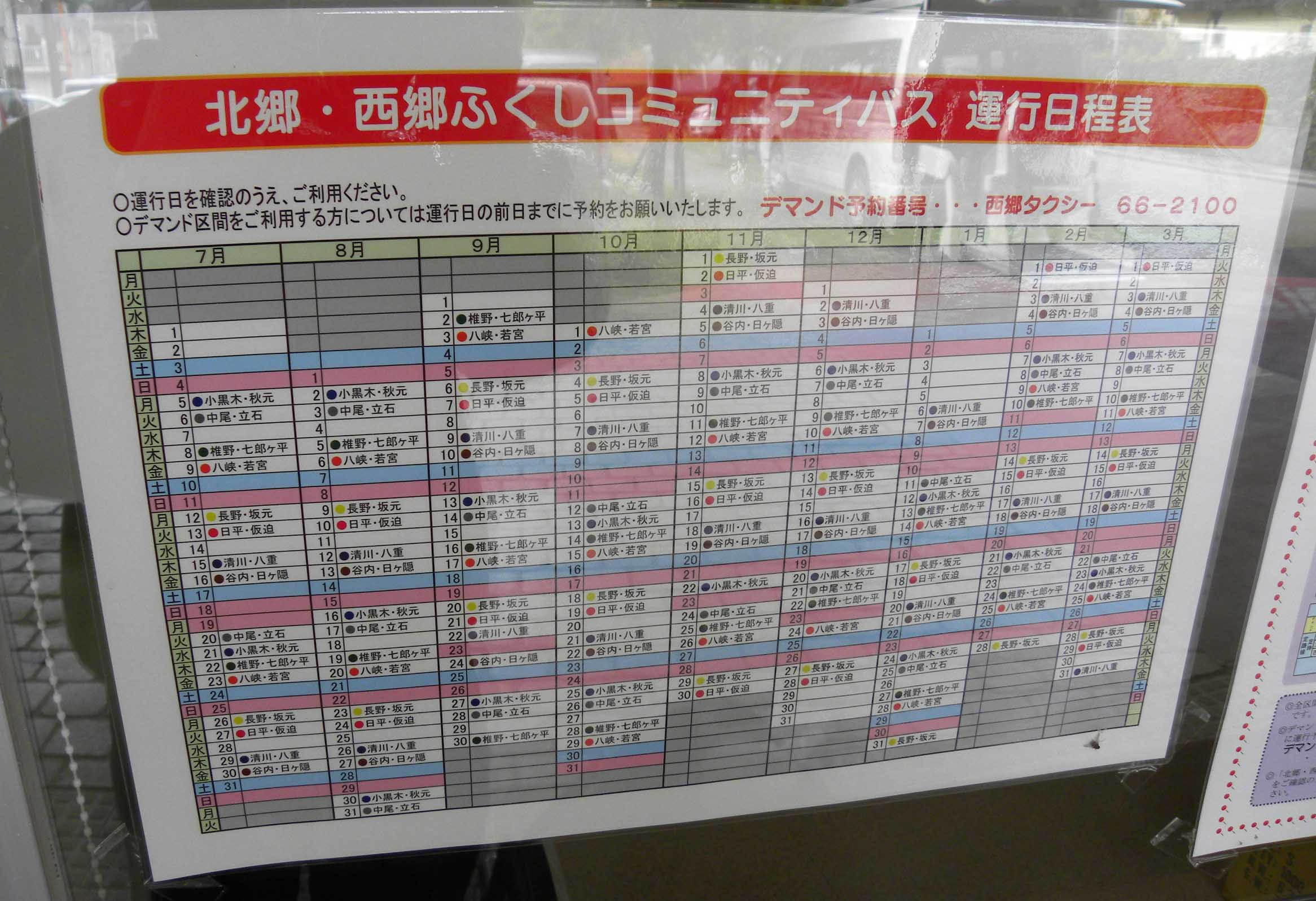
運行日程表（各路線の運行日を記載）

- 路線は、美郷町の北郷地区（北郷区エリア）及び西郷地区（西郷区エリア）のみをカバーしている。
  - 一部デマンド運行区間があり、その区間での利用は前日までに予約が必要。
- 運行は、西郷タクシーに委託されている。
- 運賃は、1乗車大人300円、中学生以下200円均一。障害者は100円引になる。
- 各路線の運行日は、2週間に1回ごとになっている。
  - 曜日は固定されているが、同じ路線でも月によって第1・3・5X曜日の場合と第2・4X曜日の場合があり、実際に利用するには各路線ごとの運行日を記した「運行日程表」を確認しておく必要がある。
  - 祝祭日は運休で、運行予定の曜日が祝祭日の場合は水曜日に振り替えられる。
- 車両はジャンボタクシーを使用しており、コミュニティバスを名乗るものの実質乗合タクシーである。

## 沿革
- 2010年7月5日 - 運行開始。[1]

## 路線

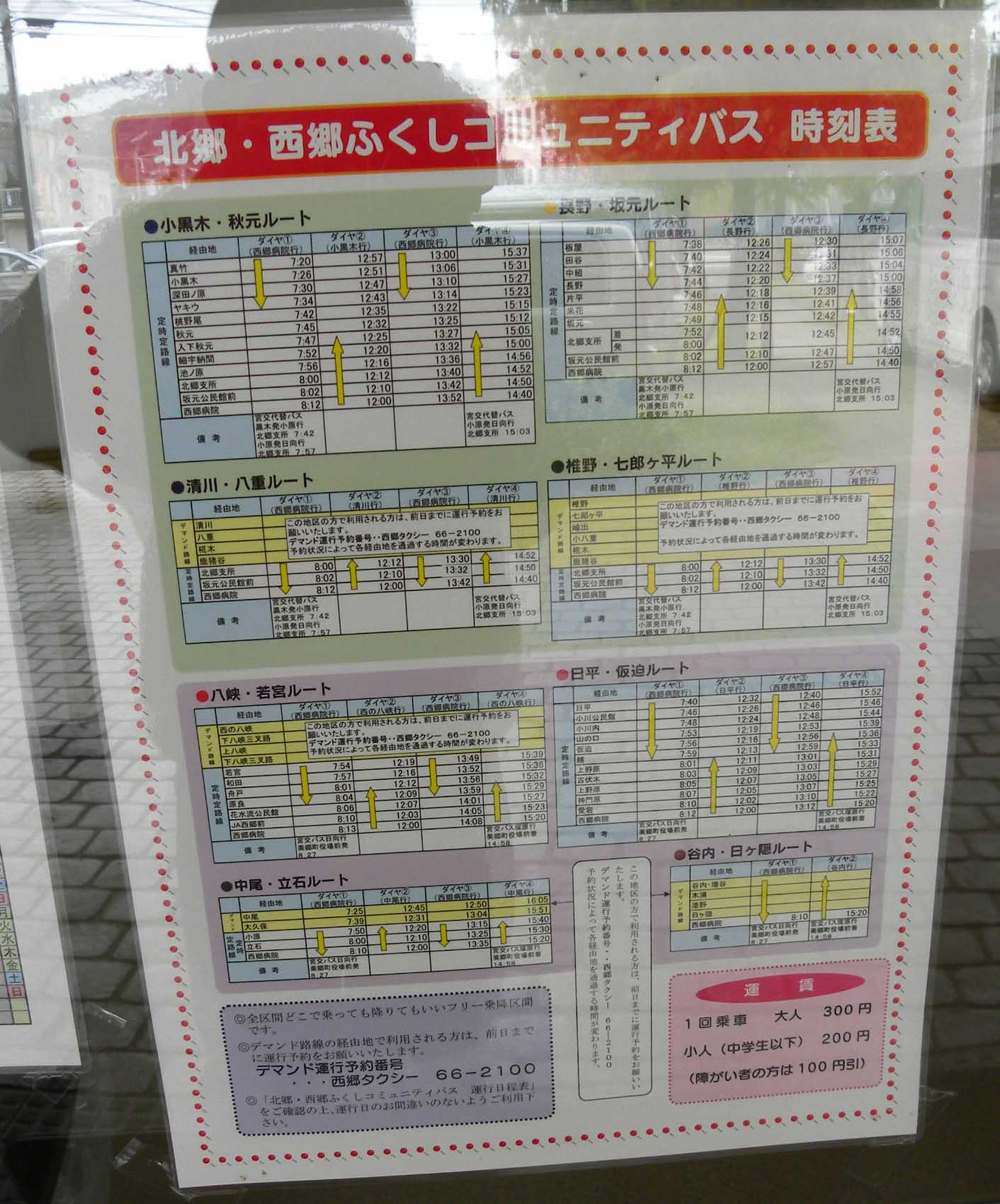
時刻表（運行開始当時）

- 8つのルートがある。そのうち1ルートは全区間デマンドである。　※以下は、運行開始時点での情報

### 北郷区エリア
小黒木・秋元ルート
- 西郷病院 - 北郷支所 - 秋元 - 真竹

長野・坂元ルート
- 西郷病院 - 北郷支所 - 坂元 - 長野 - 板屋

清川・八重ルート
- 西郷病院 - 北郷支所 - 八重 - 清川
  - 北郷支所 - 清川間はデマンド運行。

椎野・七郎ヶ平ルート
- 西郷病院 - 北郷支所 - 七郎ヶ平 - 椎野
  - 北郷支所 - 椎野間はデマンド運行。

### 西郷区エリア
八峡・若宮ルート
- 西郷病院 - 若宮 - 西の八峡
  - 若宮 - 西の八峡間はデマンド運行。

日平・仮迫ルート
- 西郷病院 - 仮迫 - 日平

中尾・立石ルート
- 西郷病院 - 小原 - 中尾
  - 小原 - 中尾間はデマンド運行。

谷内・日ヶ隠ルート
- 西郷病院 - 日ヶ隠 - 谷内・増谷
  - 全区間デマンド運行。

## 車両

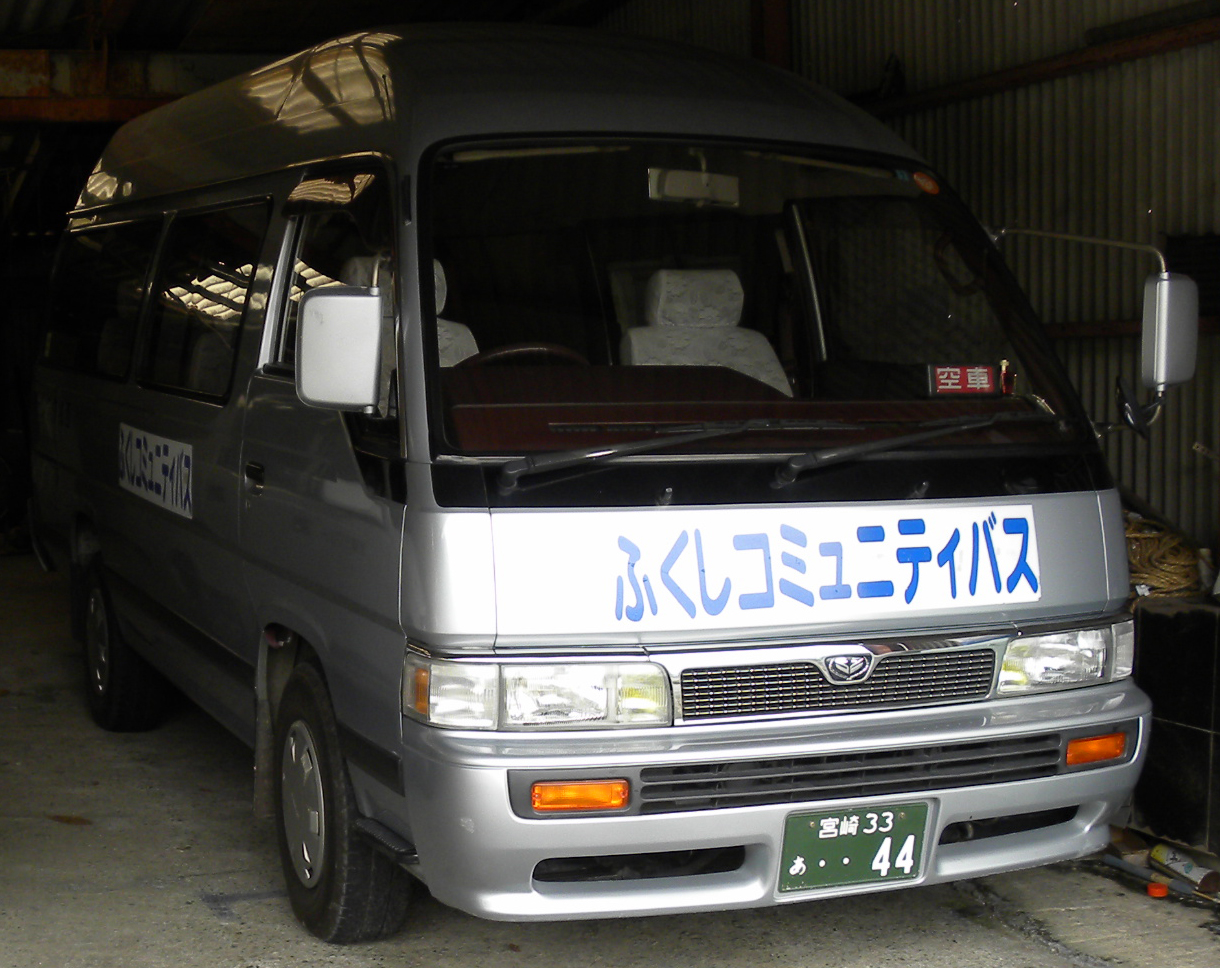
北郷・西郷ふくしコミュニティバスの車両
（西郷タクシー）

- 日産・キャラバンが使用されている。